# Jokin Esparza
Jokin Arcaya Esparza (nacido en Pamplona, Navarra, 15 de junio de 1988) es un futbolista español que juega como extremo derecha en el Club Deportivo Toledo. En la temporada 2009-10 fue parte de la primera plantilla del Club Atlético Osasuna y llevaba el dorsal número 24 y la temporada 2010-2011 es cedido al Huesca y posteriormente comprado por esta entidad.

## Biografía
Se formó en la cantera de Osasuna. Convocado por la selección española sub-18, compitió en el Torneo Internacional de Austria como titular en tres de los cinco partidos. Debutó en Primera División en el año 2007, en el Estadio Reyno de Navarra ante el Atlético de Madrid. Se mantuvo en el primer equipo de Osasuna durante un año. En 2009 fue cedido al S.D Huesca que posteriormente se lo quedó en propiedad durante tres temporadas siendo uno de los cinco futbolistas que más minutos ha jugado con la elástica azulgrana. En 2013 es traspasado en el mercado invernal al Panathinaikos F.C. griego de primera división de mano del entrenador Fabriciano González debutando contra Skoda Xanthi F.C. en el cual fue nombrado "jugador del partido". Tras su paso por el Veria FC de Grecia, Club Deportivo Toledo, se comprometió con el Mérida del grupo IV de la 2.ª B española, para luego volver al Toledo de nuevo.

## Clubes
| Club             | País   | Categoría | Año       | PJ | Goles |
| ---------------- | ------ | --------- | --------- | -- | ----- |
| Osasuna B        | España | 2.ª B     | 2006-2007 | 32 | 12    |
| CA Osasuna       | España | 1.ª       | 2007-2008 | 7  | 0     |
| CA Osasuna       | España | 1.ª       | 2008-2009 | 10 | 0     |
| SD Huesca        | España | 2.ª       | 2009      | 27 | 4     |
| CA Osasuna       | España | 1.ª       | 2009-2010 | 5  | 0     |
| SD Huesca        | España | 2.ª       | 2010-2013 | 86 | 10    |
| Panathinaikos FC | Grecia | 1.ª       | 2013-2014 | 15 | 1     |
| Zamora CF        | España | 2.ª B     | 2014      |    |       |
| PAE Veria        | Grecia | 1.ª       | 2014-2015 |    |       |
| CD Toledo        | España | 2.ª B     | 2015-2017 |    |       |
| AD Mérida        | España | 2.ª B     | 2017-2018 |    |       |
| CD Toledo        | España | 3.ª       | 2018-     |    |       |

Debut en 1.ª División 18 17 de junio de 2007, C.A. Osasuna 1 - Atlético de Madrid 2
| Temporadas 1.ª | Partidos 1.ª | Goles 1.ª | Partidos en Copa | Goles en Copa | Internacional |
| -------------- | ------------ | --------- | ---------------- | ------------- | ------------- |
| 2              | 17           | 00        | 2                | 1             |               |